# Stanisław Kiełbik
Stanisław Kiełbik (8 giugno 1961) è un ex cestista e allenatore di pallacanestro polacco.

## Carriera
Con la Polonia ha disputato i Campionati europei del 1983.

## Palmarès
- Campionato polacco: 3

Górnik Wałbrzych: 1981-82, 1987-88
Śląsk Wrocław: 1986-87